# Fristad
Fristad – miejscowość (tätort) w Szwecji, w regionie administracyjnym (län) Västra Götaland, w gminie Borås.
Według danych Szwedzkiego Urzędu Statystycznego liczba ludności wyniosła: 5409 (31 grudnia 2015), 5755 (31 grudnia 2018) i 5802 (31 grudnia 2019).